# Guapiaçu (Cachoeiras de Macacu)

Mapa do estado do Rio de Janeiro (em destaque: município de Cachoeiras de Macacu)

Guapiaçu é um povoado do, atualmente extinto, Segundo Distrito do município de Cachoeiras de Macacu, no estado do Rio de Janeiro, no Brasil. Está situado entre as margens do Rio Guapiaçu e do Rio Mariquita, na bacia hidrográfica do Rio Macacu, dentro dos limites da zona de amortecimento do Parque Estadual dos Três Picos, numa área cercada de pastagens, lavouras e pela Mata Atlântica, e encravado aos pés da Serra dos Órgãos. Nesse trecho, a serra é conhecida como Serra do Subaio, apresentando-se como uma escarpa elevada, com perfil de montanhas que atingem de 1400 a 2000 metros de altitude, destacando-se o Seio da Mulher de Pedra (2038 mts), o Morro do Carmo (1833 mts), o Morro dos Três Municípios (2081 mts) e o Pico Santo Amaro (1440 metros). 

## Topônimo
"Guapiaçu" é um termo de origem tupi que significa "guapira grande" ("guapira" designa o lugar onde começa um vale). Comparar "Guapi-açu" com "Guapi-mirim".

## História
O povoamento do local se deu através da antiga Fazenda do Carmo, que foi uma unidade produtora de café até o começo do século XIX, sendo hoje de propriedade da Schincariol que demoliu o que restou do histórico Convento das Carmelitas, sua sede, próximo do local onde foi feito a represa que abastece a unidade da fábrica de cerveja no município.
Em razão de sua privilegiada hidrografia, que propicia a formação de vários balneários no rio Guapiaçu e seus afluentes, bem como pelas suas florestas e trilhas, o local é muito procurado pelos praticantes do trekking e do ecoturismo.
Para chegar até Guapiaçu de carro, é preciso trafegar na rodovia RJ-122 e, depois, seguir por uma estrada. Existem duas linhas de ônibus para o Centro e outra para o distrito de Areal operada pela Coletivo Guapiaçu.